# Kamerun az első világháborúban

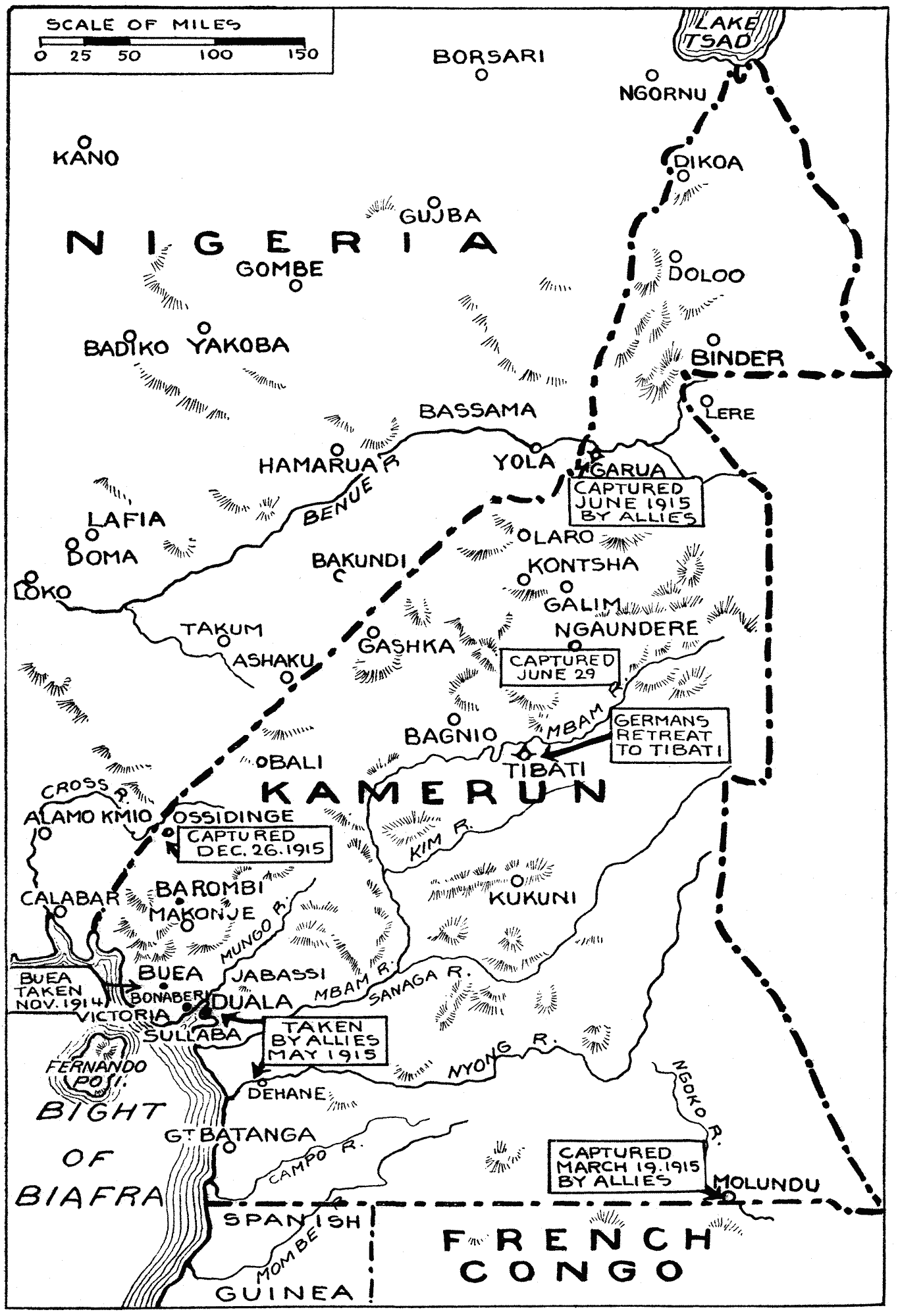
A kameruni hadjárat 1915 augusztusában

Kamerun az első világháború során a Német Birodalom gyarmataként hamar a szövetséges antant hatalmak célpontjává vált.

## Előzmények és a háború korai szakasza
Kamerunt északon-keleten a brit Nigéria, délen-nyugaton Francia Kongó határolta. Kb. félmillió km²-es területén két és félmillió bantu és szudáni néger élt, akiket 1900 német kormányzott. A háború kitörését követően hamarosan brit felderítők hatoltak be a német gyarmat területére, egyelőre tájékozódás céljából, majd augusztus 25-én aztán megkezdődött a brit offenzíva. A nigériai Yolából kiindulva a 600 fős különítmény átlépte határt, és Tebénél félórás ütközet után bevette a várost. Augusztus 29-én délebbre, Garua városánál éjszakai rajtaütést indítottak a német sáncok ellen és el is foglalták azokat. Mielőtt azonban meghajnalodott volna, a németek heves géppuskatűzzel támogatva ellentámadásba lendültek és megfutamították a bennszülött katonákat. Az egység parancsnokát, Maclear ezredest, számos tisztjét és létszámának majdnem felét elveszítve menekült vissza Nigériába. Ezzel szemben a partvidéket a brit flotta ellenőrzés alá vonta és partraszállva elfoglalta a gyarmat akkori közigazgatási központját, Doualát 1914 szeptember 27-én. Douala elestével brit kézre került a kameruni német rádióállomás.

## Garua ostroma
Az északi győzelem 1915 áprilisáig adott időt a németeknek a felkészülésre. Ezalatt von Cranzelheim százados 2000 bennszülöttel erődítési- és földmunkálatokat végzett, melyek eredményéről állítólag az európai hadszíntér utászai is elismerően nyilatkoztak volna. 1915. május 31-én egy erősebb brit-francia különítmény Cunliffe dandártábornok és Brisset alezredes vezetése alatt újra megtámadta Garuát.
A magaslaton fekvő városkát cement és téglaerősítésű földfalakból emelt erődök felügyelték. Az erődök alatt ágyúzásbiztos óvóhelyet alakítottak ki a helyőrség számára. Az erőd melletti várost mélyen körbeárkolták, melynek aljába karócsapdák ezreit állították föl. Az árkon kívül egy négy és fél méter széles szögesdrótakadály következett, azon kívül szúrós akácágakat halmoztak föl. Ezek elé három méter mély, álcázott gödörcsapdákat ástak, így a sík és kissé mocsaras terepen felvonuló antant csapatok nehézségekkel néztek szembe. Tíznapos tüzérségi és kézifegyveres lövetés után egy lövedék a kettes számú erőd belsejében robbant föl, megölve húsz ott tartózkodót. Ezután, június 9-én éjjel a védők kitörést kíséreltek meg déli irányban, melyet a jól elhelyezett brit gyalogság meghiúsított. Másodszorra a Benue-folyón átkelve próbáltak menekülni, de az áradó vízbe sokan belefulladtak, így ez is meghiúsult. Június 10-én a németek fegyverszünetet kértek és szabad elvonulás fejében felkínálták az erőd átadását. Ezt a brit parancsnok elutasította, mire két óra múlva von Cranzelheim feltétel nélkül kapitulált.

## A harcok utolsó szakasza
Június 27-én Ngaoundere erődje is megadta magát, majd október 24-én a németek feladták Banyo erődjét és Yaoundé, a mai főváros felé visszavonultak. Ezzel párhuzamosan egy belga-francia erő elfoglalta a partvidéki Doualát, mely akkoriban a német közigazgatási központ szerepét töltötte be. 1915 decemberére az antant csapatoknak sikerült a teljes partvidéket ellenőrzés alá vonni. 1916. január 9-én Yaoundé elesett, védői, 900 fehér és 14000 bennszülött katona Spanyol-Guinea területére vonult át, ahol internálták őket. A francia fogságba esett németeket a togóiakhoz hasonlóan Dahomeybe szállították és ott tartották fogva. 1916. február 18-án utolsóként von Raben százados tette le a fegyvert Mora helyőrségében, a Logone-folyótól nyugatra, mivel kifogytak a munícióból, így Kamerun területén megszűntek a harcok és teljes mértékben antant kézre került.
1916-ban a gyarmat területét Brit és Francia Kamerunra osztották ketté (20-80%). Előbbit Nigériából kormányozták és közigazgatásilag 1954-ben Nigéria autonóm területévé tették. A terület déli felét viszont 1961-ben az egy évvel korábban Kameruni Köztársaság néven függetlenné vált Francia Kamerunhoz csatolták, így jött létre a Kameruni Szövetségi Köztársaság, egy brit és egy francia nyelvű közigazgatási területtel.

## Lásd még
- Afrika az első világháborúban
- Első világháború